# Medinilla merrittii
Medinilla merrittii är en tvåhjärtbladig växtart som beskrevs av Elmer Drew Merrill. Medinilla merrittii ingår i släktet Medinilla och familjen Melastomataceae. Inga underarter finns listade i Catalogue of Life.